# The Guilty Ones
The Guilty Ones é um curta-metragem mudo norte-americano de 1916, do gênero comédia, dirigido e estrelado por Oliver Hardy. Foi o primeiro filme a ser dirigido por Hardy.

## Elenco
- Oliver Hardy - Babe (como Babe Hardy)
- Kate Price - Kate
- Billy Ruge - Um Detetive